# Charles Holroyd
Sir Charles Holroyd (Leeds, 9 aprile 1861 – Londra, 17 novembre 1917) è stato un pittore inglese.
Fu direttore della National Gallery di Londra.
Nato nella città di Leeds, Charles Holroyd ricevette la sua prima educazione artistica dal pittore francese Alphonse Legros, presso la Slade School of Fine Art, nell'University College di Londra. Holroyd ebbe un ottimo percorso scolastico. Dopo aver trascorso sei mesi nella città di Newlyn, nella Cornovaglia meridionale, durante i quali dipinse il suo primo lavoro esposto alla Royal Academy, Fishermen Mending a Sail (1885), ottenne una borsa di studio per un viaggio formativo in Italia. Una volta tornato dall'esperienza italiana, che incise profondamente sulla sua arte, ricevette da Legros l'incarico di suo personale assistente presso la Slade School.
Tra i suoi lavori maggiori, The Death of Torrigiano (1886), The Satyr King (1889), The Supper at Emmaus, e Pan and Peasants (1893), considerato quest'ultimo come il suo capolavoro. Per l'altare della chiesa di Aveley, nell'Essex, eseguì un trittico d'altare intitolato The Adoration of the Shepherds. Holroyd eseguì anche alcuni ritratti, in parte conservati nella National Portrait Gallery di Londra. Ma il campo dove Holroyd si distinse maggiormente è senza dubbio l'acquaforte. Con questa tecnica realizzò numerose serie, tra cui la serie Monte Oliveto, Icarus, Monte Subasio.
Nel 1897 ricevette un incarico importante presso la National Gallery of British Art (Tate Gallery) e nel 1906 successe a Sir Edward Poynter come direttore della National Gallery di Londra. Nel 1903 fu creato cavaliere.